# Anders Nyström
Pour les articles homonymes, voir Nyström.
Anders Nyström, aussi connu sous le nom de Blakkheim (ou Blackheim, à ses débuts), est un musicien suédois né le 22 avril 1975 à Stockholm.
Anders Nyström fut premièrement connu en tant que guitariste du groupe de doom metal Katatonia (qui était pourtant du doom/death jusqu'en 1997) aux côtés de Jonas Renkse en 1991. Blakkheim travaille aussi sur l'écriture des textes, de la composition, des chœurs, des claviers, des samples, des arrangements, de la direction artistique, et de la production de Katatonia.
Il était un membre de Bewitched de 1995 à 1997 et est toujours un membre du groupe Bloodbath avec Jonas Renkse. Il a sorti quatre albums avec son projet solo Diabolical Masquerade, qui joue du black metal expérimental, entre 1996 et 2004. Des rumeurs et des déclarations de Dan Swanö suggèrent que Diabolical Masquerade pourrait se reformer, mais aucune confirmation officielle n'a été révélée.

## Discographie

### Avec Katatonia
- Jhva Elohim Meth Démo 1992
- Jhva Elohim Meth... The Revival MCD 1993
- Dance of December Souls CD 1993
- For Funerals to Come MCD 1994
- WAR Compilation Vol One CD 1995
- Brave Murder Day CD 1996
- Scarlet Heavens MLP 1996
- Sounds of Decay MCD 1997
- Saw You Drown MCD 1998
- Discouraged Ones CD 1998
- Tonight's Decision CD 1999
- Last Fair Deal Gone Down CD 2001
- Teargas MCD 2001
- Tonight's Music MCD 2001
- Viva Emptiness CD 2003
- Brave Yester Days CD 2004
- The Black Sessions CD/DVD 2005
- My Twin MCD 2006
- The Great Cold Distance CD 2006
- Deliberation MCD 2006
- July MCD 2007
- Night is the New Day CD 2009
- "Dead end King" CD 2012
- "Dethroned and Uncrowned" CD/DVD 2013
- "The Fall of Heart" CD 2016
- "City Burials" CD 2020

### Avec Diabolical Masquerade
- Ravendusk in my Heart CD 1996
- The Phantom Lodge CD 1997
- Nightwork CD 1999
- Death's Design CD 2001

### Avec Bewitched
- Diabolical Desecration CD 1996
- Encyclopedia of Evil MCD 1996
- Pentagram Prayer CD 1997

### Avec Bloodbath
- Breeding Death MCD 2000
- Resurrection through Carnage CD 2002
- Nightmares Made Flesh CD 2004
- Unblessing The Purity MCD 2008
- The Fathomless Mastery CD 2008
- Grand Morbid Funeral CD 2014

## Sources
- Site officiel de Katatonia
- Site officiel de Diabolical Masquerade
- Site officiel de Bloodbath